# روبرتو (بازیکن فوتبال، زاده ۱۹۱۲)
روبرتو (پرتغالی: Roberto; ۲۰ ژوئن ۱۹۱۲ – ۲۰ مارس ۱۹۷۷) بازیکن فوتبال اهل برزیل بود.
از باشگاه‌هایی که در آن بازی کرده‌است می‌توان به باشگاه فوتبال فلامینگو اشاره کرد.
وی همچنین در تیم ملی فوتبال برزیل بازی کرده‌است.